# BK Nadezjda Orenburg
Basketbolnyj kloeb Nadezjda Orenburg (Russisch: Баскетбольный клуб Надежда Оренбург) is een damesbasketbalteam uit Orenburg, Rusland dat uitkomt in FIBA’s EuroLeague Women en in de Russische superliga.

## Geschiedenis

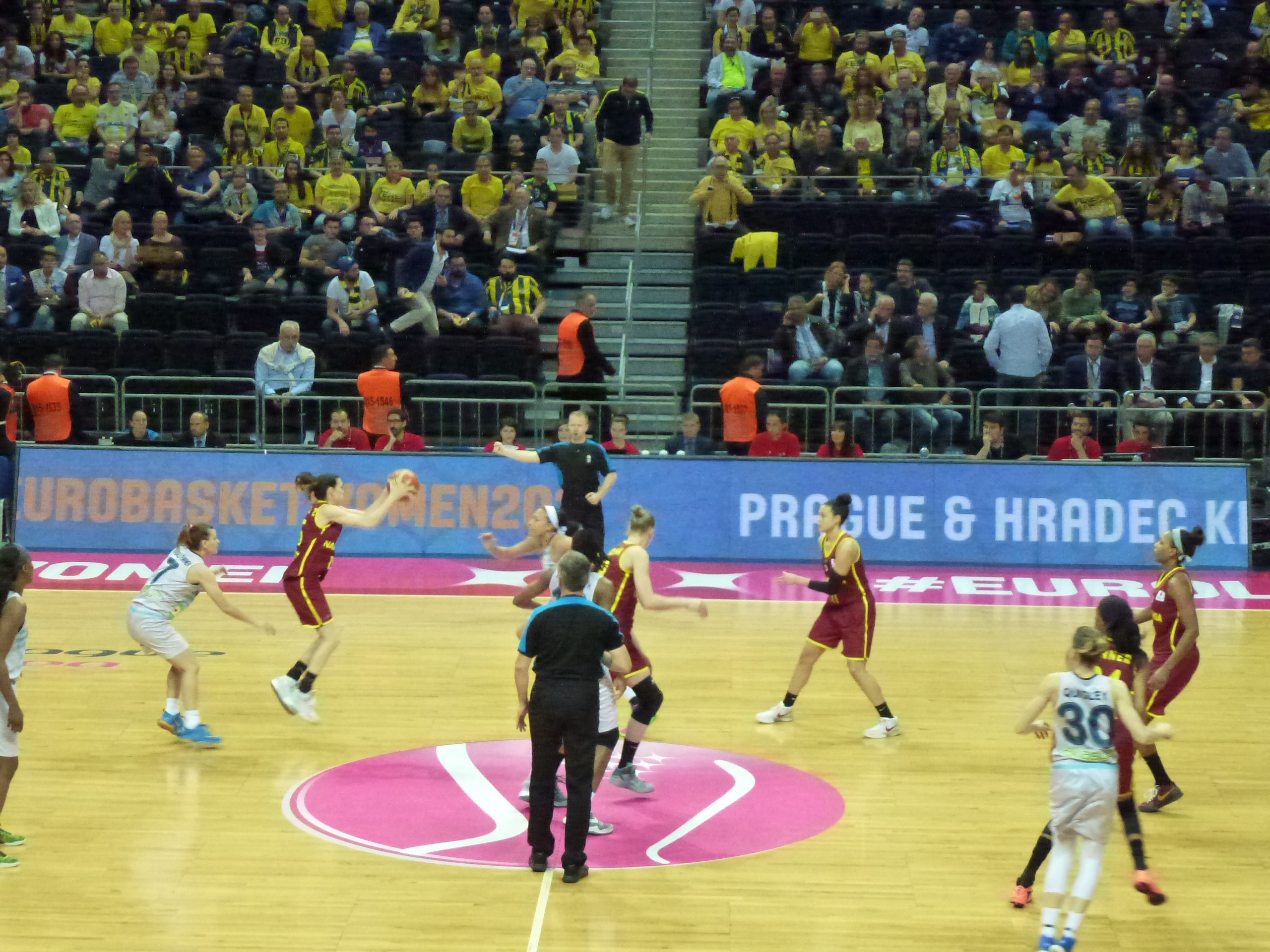
Fenerbahçe - Nadezjda Orenburg, EuroLeague Women, 15 april 2016.

In 1994 werd de club opgericht. In 2010 werd de club derde in de Superliga A en verloor Nadezjda de finale van de EuroCup Women van Sony Athinaikos Byron uit Griekenland. De eerste wedstrijd verloren ze met 57-65. De tweede wedstrijd wonnen ze met 57-53, maar dat was niet genoeg voor de eindoverwinning. In 2011 speelde Nadazjda de finale om de Russische beker. Ze verloren van UMMC Jekaterinenburg met 73-79. Een van de sterspeelsters was Becky Hammon. In 2012 speelde Nadazjda weer in de finale om de Russische beker. Ze verloren voor een tweede keer van UMMC Jekaterinenburg met 72-92. In 2014 speelde Nadazjda weer de finale om de Russische beker. Ze verloren ook dit keer van UMMC Jekaterinenburg met 66-78. In 2016 stond Nadazjda voor het eerst in de finale van de EuroLeague Women. Ze speelde de finale in Istanboel tegen UMMC Jekaterinenburg uit Rusland. Nadazjda verloor die finale met 69-72. In 2019 won Nadezjda eindelijk haar eerste grote prijs in de geschiedenis van de club. Ze wonnen de EuroCup Women door in de finale te winnen van Basket Lattes-Montpellier uit Frankrijk met een totaalscore van 146-132 over twee wedstrijden. In 2019 verloor Nadezjda de FIBA Europe SuperCup Women van UMMC Jekaterinenburg met 67-87. In 2021 werd Nadezjda Bekerwinnaar van Rusland door in de finale te winnen van Dinamo Koersk met 54-40.

## Erelijst
- Landskampioen Rusland:
  - Tweede: 2014, 2015, 2016, 2025
  - Derde: 2010, 2011, 2012, 2013, 2017, 2018, 2019, 2020
- Bekerwinnaar Rusland: 1
  - Winnaar: 2021
  - Runner-up: 2011, 2012, 2014
  - Derde: 2020
- RFB Super Cup:
  - Runner-up: 2021
- EuroLeague Women:
  - Runner-up: 2016
- EuroCup Women: 1
  - Winnaar: 2019
  - Runner-up: 2010
- FIBA Europe SuperCup Women:
  - Runner-up: 2019
- UMMC Cup:
  - Runner-up: 2012, 2014, 2016

## Bekende (oud-)spelers

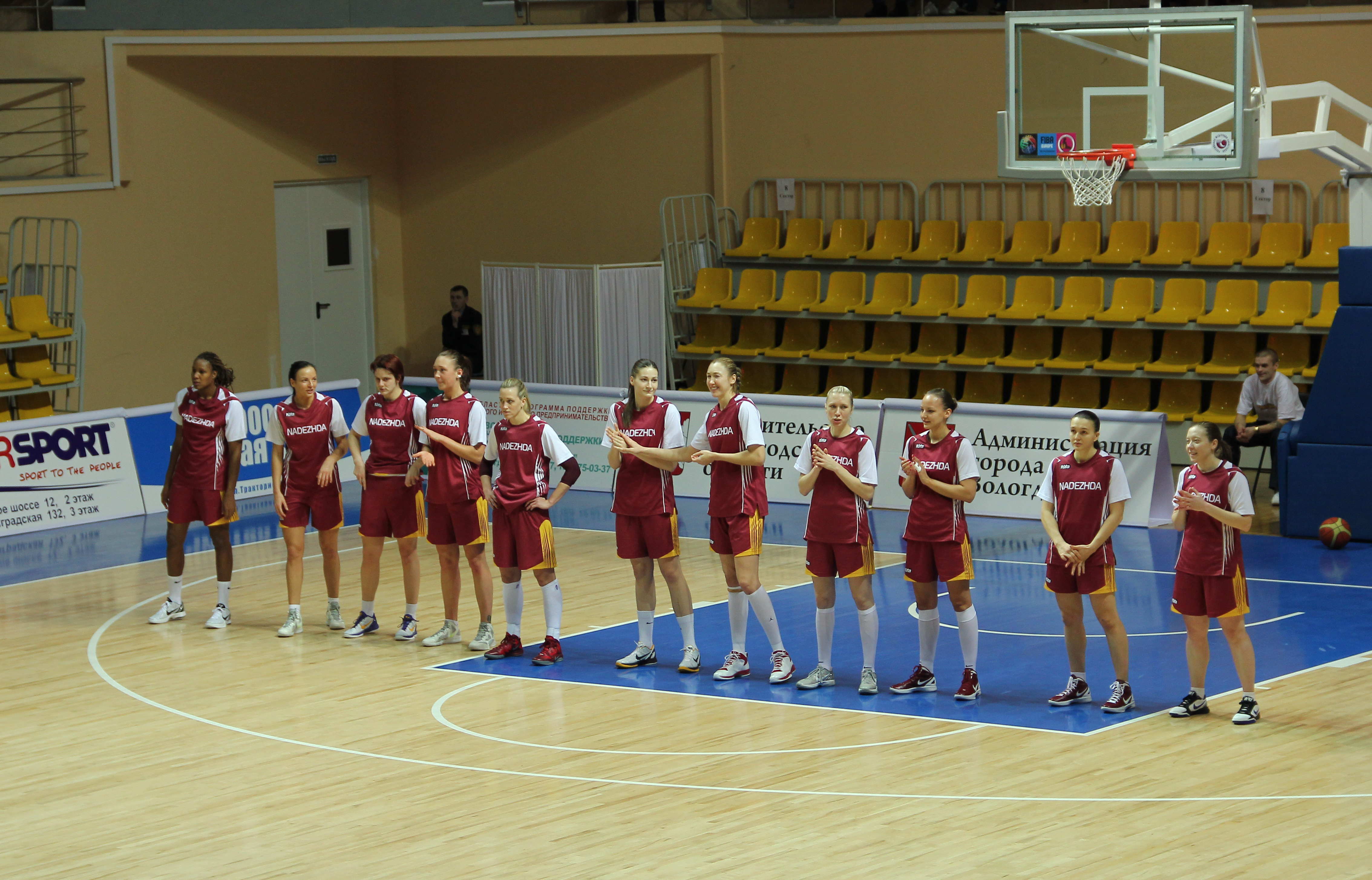
Nadezjda Orenburg 2012.

| - Natalja Anojkina - Jelena Baranova - Jelena Beglova - - Firoeza Bekmetova - Jekaterina Fedorenkova - Natalja Gavrilova - Jelena Kirillova - Aleksandra Koelitsjeva - Marina Koezina - Anastasia Logoenova | - Zjosselina Maiga - Viktoria Medvedeva - Darja Namok - Olga Novikova - Tatjana Petroesjina - Varvara Psareva - Jekaterina Roezanova - Ljoedmila Sapova - Elen Sjakirova - Anastasia Sjilova | - Aleksandra Sjtanko - Ksenia Tichonenko - Joelia Tokareva - Maria Tsjerepanova - - Natalja Vieru - Natalja Vodopjanova - Jelena Volkova - Oksana Zakaljoechnaja - Natalja Zjedik - Zane Tamane | - Iva Perovanović - Anna Cruz - Laura Nicholls - Joelija Doerejka - - Katsjaryna Snytsina - Tatjana Troina - Anastasija Veremejenko - - DeWanna Bonner - Kara Braxton - Rebekkah Brunson - Monique Currie - Katie Douglas | - - Becky Hammon - - Glory Johnson - Temeka Johnson - Kayla McBride - Renee Montgomery - Sheana Mosch - - Angelica Robinson - - Yvonne Turner |

## Bekende (oud-)coaches
- Aleksandr Kovaljov
- Vladimir Koloskov

## Coaches per seizoen
| Seizoen   | Coach                               |
| --------- | ----------------------------------- |
| 1994-1995 |                                     |
| 1995-1996 | Aleksandr Kovaljov                  |
| 1996-1997 | Aleksandr Kovaljov                  |
| 1997-1998 | Aleksandr Kovaljov                  |
| 1998-1999 | Aleksandr Kovaljov                  |
| 1999-2000 | Aleksandr Kovaljov                  |
| 2000-2001 | Aleksandr Kovaljov                  |
| 2001-2002 | Aleksandr Kovaljov                  |
| 2002-2003 | Aleksandr Kovaljov                  |
| 2003-2004 | Vladimir Koloskov                   |
| 2004-2005 | Aleksandr Kovaljov                  |
| 2005-2006 | Aleksandr Kovaljov Dmitri Sjoevagin |

| Seizoen   | Coach                                  |
| --------- | -------------------------------------- |
| 2006-2007 | Joeri Karandasjov                      |
| 2007-2008 | Aleksandr Vlasov                       |
| 2008-2009 | Vladimir Koloskov                      |
| 2009-2010 | Vladimir Koloskov                      |
| 2010-2011 | Vladimir Koloskov                      |
| 2011-2012 | Aleksandr Kovaljov                     |
| 2012-2013 | Aleksandr Kovaljov Algirdas Paulauskas |
| 2013-2014 | Georgios Dikeoulakos                   |
| 2014-2015 | Georgios Dikeoulakos                   |
| 2015-2016 | Roberto Íñiguez                        |

| Seizoen   | Coach                |
| --------- | -------------------- |
| 2016-2017 | Roberto Íñiguez      |
| 2017-2018 | Maroš Kováčik        |
| 2018-2019 | Víctor Lapeña        |
| 2019-2020 | Georgios Dikeoulakos |
| 2020-2021 | Maroš Kováčik        |
| 2021-2022 | Momir Tasić          |
| 2022-2023 | Aleksandr Kovaljov   |
| 2023-2024 | Jevgeni Ivanov       |
| 2024-2025 | Jevgeni Ivanov       |